# 南若松站
南若松站（日语：／ Minami-Wakamatsu eki */?）是位於福島縣會津若松市門田町大字一之堰字下住459號，會津鐵道的會津線車站。

## 歷史
為了鄰近的工業團地通勤客和第50回福島國體而建設此站。
- 1995年（平成7年）8月10日 - 會津鐵道車站啟用[1]。

## 車站構造
此站是地面車站，設有1面1線的單式月台。月台長55米。此站是無人車站。車站大樓與月台之間設有斜道。

## 使用狀況
在2016年度的1日平起乘車人次為14人。
| 乘車人員變化 | 乘車人員變化 |
| 年度         | 1日平均人次  |
| ------------ | ------------ |
| 2000         | 36           |
| 2001         | 36           |
| 2002         | 38           |
| 2003         | 38           |
| 2004         | 41           |
| 2005         | 36           |
| 2006         | 27           |
| 2007         | 30           |
| 2008         | 30           |
| 2009         | 25           |
| 2010         | 25           |
| 2011         | 14           |
| 2012         | 14           |
| 2013         | 16           |
| 2014         | 14           |
| 2015         | 16           |
| 2016         | 14           |

## 車站周邊
- 門田郵局
- 會津綜合運動公園 - 步行15分鐘。曾經設有臨時巴士來往此站至公園。
- 會津巨蛋 - 步行約20分鐘。

## 相鄰車站
會津鐵道
■會津線
□快速「接力號」
通過
□快速「AIZU山特快」、■普通（包含「接力號」）
西若松－南若松－門田
- 在2009年至2013年之間，此站至門田站之間曾經設有一之堰六地藏尊站（在2009年的車站名稱為「六地藏尊站」），該站是臨時車站，於8月23日至24日營運。

## 注腳
1. 1 2 3 4  . 交通新聞 (交通新聞社). 1995-08-15: 1 （日语）.
2. ↑  第132回福島県統計年鑑 （页面存档备份，存于）（日語）

## 外部連結
- 南若松站 （页面存档备份，存于）（日語）